# ウィンダミア夫人の扇 (1925年の映画)
- ウインダミア夫人の扇
- ウヰンダミア夫人の扇

『ウィンダミア夫人の扇』（ウィンダミアふじんのおうぎ、Lady Windermere's Fan）は、1925年に公開されたアメリカ合衆国の恋愛映画。サイレント。オスカー・ワイルドの戯曲『ウィンダミア卿夫人の扇』の映画化。
2002年、アメリカ議会図書館は「文化的、歴史的、審美的に重要」なものとして『ウィンダミア夫人の扇』をアメリカ国立フィルム登録簿に保存した 。

## あらすじ
舞台はロンドン。ウィンダミア卿夫人マーガレットがダーリントン卿の訪問を受けていた時、夫のウィンダミア卿はアーリン夫人という女性から、大事な話があるのでぜひ会いたいとの手紙を受け取る。会ってみると、アーリン夫人はマーガレットの実の母だった。幼かった妻を捨て、男と逃げたため、マーガレットは母親は死んだと教えられていた。アーリン夫人はロンドンに戻って社交界復帰を目指していた。そのための金銭的支援をウィンダミア卿に要求する。ウィンダミア卿は口止め料と理解して要求に応じる。
突然社交界に返り咲いたアーリン夫人のゴシップが乱れ飛ぶ。ウィンダミア卿との関係が噂され、それはマーガレットの耳にも入る。もっとも当のアーリン夫人は年老いたオーガスタス卿との結婚を望んでいる。
マーガレットの誕生日にウィンダミア卿は扇をプレゼントに贈る。その誕生日のパーティに自分を招待してほしいとアーリン夫人はウィンダミア卿に頼む。招待されることで社交界の地位を確実なものにし、オーガスタス卿と結婚するつもりだ。しかし、ダーリントン卿から夫とアーリン夫人の関係を唆されたマーガレットはアーリン夫人を招待しないでと夫に頼む。
パーティの日、何も知らずにやってきたアーリン夫人は自分が招待客の名簿から外されたことを知りがっかりする。しかし、ちょうど現れたオーガスタス卿の同伴としてパーティに潜り込む。マーガレットはアーリン夫人の姿を見てショックを受ける。さらにアーリン夫人が庭でオーガスタス卿と逢引しているのを目撃し、相手を夫だと勘違いする。絶望したマーガレットはダーリントン卿と駆け落ちする決心をする。夫への書き置きを残して、ダーリントン卿の家へ向かう。
書き置きを見つけたアーリン夫人は急いでマーガレットを追いかける。ケンカ腰のマーガレットに母親であることを告白。娘に自分と同じ失敗をさせたくないと説得する。マーガレットも理解して二人は家を出るが、扇を忘れてきた。そこにダーリントン卿がウィンダミア卿ら友人たちを引き連れて帰ってくる。その中にはオーガスタス卿もいて、マーガレットの扇を見つける。ウィンダミア卿は妻が浮気しているのではと青くなる。そこに、アーリン夫人は自分の扇と間違って持ち帰って忘れたものだと名乗り出る。娘のために汚名をかぶったのだ。
社交界にいられなくなったアーリン夫人はフランスに去ることにする。娘夫婦に別れの挨拶をすませて帰ろうとしたところ、オーガスタス卿とばったり会う。アーリン夫人は扇を見つけたあなたのせいで恥をかいた、だからあなたとは結婚できないと言い放いタクシーに乗る。オーガスタス卿は何を思ってかタクシーに同乗する。二人を乗せたタクシーが走り去ったところで、「The End」となる。

## キャスト
- ダーリントン卿：ロナルド・コールマン
- マーガレット：メイ・マカヴォイ
- アーリン夫人：アイリーン・リッチ（英語版）
- ウィンダミア卿：バート・ライテル（英語版）
- オーガスタス卿：エドワード・マーティンデル
- バーウィック公爵夫人：キャリー・ダウメリー

## 興行
ワーナー・ブラザースによるとアメリカ国内で324,000ドル、海外で74,000ドルの収益をあげた。